# Élections européennes de 2014 au Luxembourg
Les élections européennes de 2014 ont eu lieu entre le 22 et le 25 mai selon les pays, et le dimanche 25 mai 2014 au Luxembourg. C'étaient les premières élections depuis l'entrée en vigueur du Traité de Lisbonne qui a renforcé les pouvoirs du Parlement européen et modifié la répartition des sièges entre les différents États-membres. Néanmoins, les Luxembourgeois ont élu le même nombre de députés européens, autrement dit six.

## Contexte
Députés sortants
- Georges Bach (CSV)[1]
- Frank Engel (CSV)
- Robert Goebbels (LSAP)
- Charles Goerens (DP)
- Astrid Lulling (CSV)
- Claude Turmes (Verts)

## Mode de scrutin

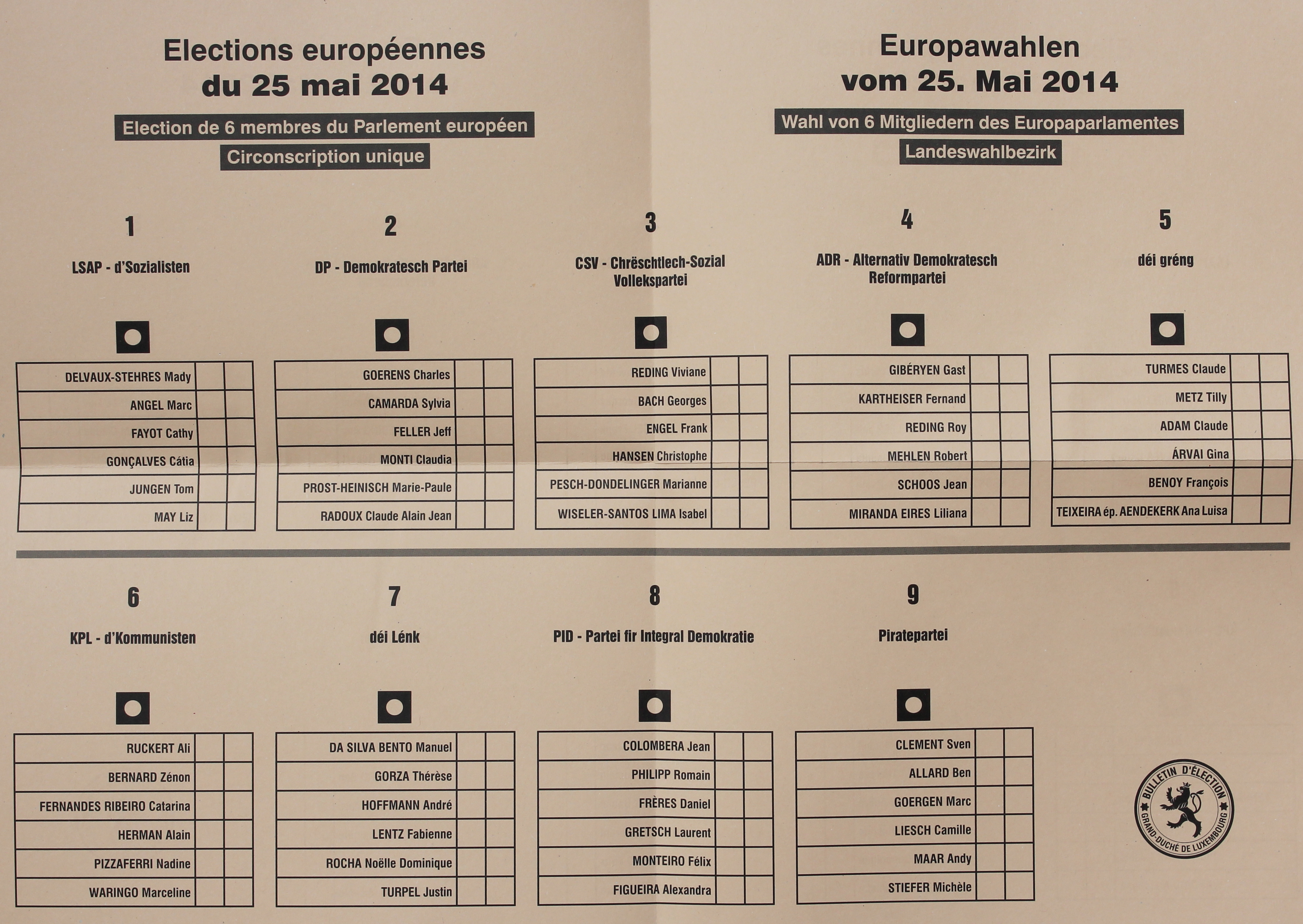
Bulletin de vote.

Les six eurodéputés luxembourgeois sont élus au suffrage universel direct dans une circonscription unique à l’échelle du pays. L'élection se tient au scrutin proportionnel plurinominal pour départager les listes de six candidats présentées par les partis. Les électeurs peuvent soit voter pour les six candidats d'une liste, soit panacher les bulletins de vote pour sélectionner six candidats de différentes listes.
Chaque parti se voit ensuite attribuer un nombre de sièges proportionnel au nombre total de suffrages exprimés pour ses candidats, les sièges étant alors attribués aux candidats de ce parti ayant obtenu le plus de voix.

## Résultats

### Répartition
| Parti | Parti                                       | Groupe au PE | %       | +/-     | Sièges | +/- |
| ----- | ------------------------------------------- | ------------ | ------- | ------- | ------ | --- |
|       | Parti populaire chrétien social             | PPE          | 37,66 % | +6,29   | 3      | =   |
|       | Les Verts                                   | Verts/ALE    | 15,02 % | -1,82   | 1      | =   |
|       | Parti démocratique                          | ADLE         | 14,78 % | -3,89   | 1      | =   |
|       | Parti ouvrier socialiste                    | S&D          | 11,73 % | -7,73   | 1      | =   |
|       | Parti réformiste d'alternative démocratique |              | 7,53 %  | +0,14 % | 0      | =   |
|       | La Gauche                                   |              | 5,76 %  | +2,39   | 0      | =   |
|       | Parti pirate                                |              | 4,23 %  | N/A     | 0      | N/A |
|       | Parti pour la démocratie intégrale          |              | 1,82 %  | N/A     | 0      | N/A |
|       | Parti communiste                            |              | 1,49 %  | -0,05   | 0      | =   |

### Députés élus
- Viviane Reding (CSV) : 126 888 voix
- Charles Goerens (DP) : 82 975 voix
- Claude Turmes (Verts) : 69 797 voix
- Georges Bach (CSV) : 68 242 voix
- Frank Engel (CSV) : 65 884 voix
- Mady Delvaux-Stehres (LSAP) : 33 323 voix